# Stanley-Cup-Playoffs 1928
Die Playoffs um den Stanley Cup des Jahres 1928 begannen am 27. März 1928 und endeten am 14. April 1928 mit dem 3:2-Erfolg der New York Rangers gegen die Montreal Maroons. Die Rangers errangen somit bereits im zweiten Jahr nach ihrer Gründung ihren ersten Titel und wurden zum zweiten US-amerikanischen Team nach den Seattle Metropolitans (1917), das den Stanley Cup gewinnen konnte. Zudem hatten sie in Person von Frank Boucher den besten Torschützen und Topscorer der Playoffs in ihren Reihen, während sie das Endspiel ausschließlich auf gegnerischem Eis bestreiten mussten, da ein Zirkus den heimischen Madison Square Garden gebucht hatte. Die Maroons hingegen standen im zweiten Finale ihrer Franchise-Geschichte, nachdem sie 1926 ihren ersten Stanley Cup gewonnen hatten.

## Modus
Für die Playoffs qualifizierten sich die jeweils drei besten Teams der beiden Divisionen. Im Viertelfinale standen sich innerhalb jeder Division der jeweilige Zweite und Dritte gegenüber, bevor der Sieger aus dieser Paarung im Halbfinale gegen den Divisionssieger um den Einzug ins Endspiel antrat. Im Finale trafen demnach die beiden besten Teams beider Divisionen aufeinander und ermittelten in einer Best-of-Five-Serie den Stanley-Cup-Sieger. In den Viertel- und Halbfinalserien wurden grundsätzlich nur zwei Spiele ausgetragen, wobei nur die Tordifferenz zum Weiterkommen berücksichtigt wurde, sodass auch Unentschieden möglich waren.
In Serien mit nur zwei Partien richtete jedes Team ein Heimspiel aus. Im Finale sollte eigentlich die höher gesetzte Mannschaft drei von maximal fünf Partien vor heimischem Publikum bestreiten, allerdings war der Madison Square Garden der Rangers von einem Zirkus belegt, sodass das gesamte Endspiel in Montreal stattfand.
Bei Spielen, die nach der regulären Spielzeit von 60 Minuten unentschieden blieben, folgte die Overtime. Sie endete durch das erste erzielte Tor (Sudden Death). Von dieser Regelung ausgenommen waren die Viertel- und Halbfinalspiele, die Unentschieden enden konnten und nur in die Overtime gingen, sofern die Tordifferenz am Ende des zweiten Spiels keinen Sieger hervorgebracht hatte.

## Qualifizierte Teams
| Canadian Division - (C1) Canadiens de Montréal - (C2) Montreal Maroons - (C3) Ottawa Senators | American Division - (A1) Boston Bruins - (A2) New York Rangers - (A3) Pittsburgh Pirates |

## Playoff-Baum
|  | Viertelfinale | Viertelfinale         | Viertelfinale    |                  |    | Halbfinale | Halbfinale       | Halbfinale |  |  | Stanley-Cup-Finale | Stanley-Cup-Finale | Stanley-Cup-Finale |
|  |               |                       |                  |                  |    |            |                  |            |  |  |                    |                    |                    |
|  |               |                       |                  |                  |    |            |                  |            |  |  |                    |                    |                    |
|  |               |                       |                  |                  |    |            |                  |            |  |  |                    |                    |                    |
|  | C1            | Canadiens de Montréal | 02               |                  |    |            |                  |            |  |  |                    |                    |                    |
|  | C1            | Canadiens de Montréal | 02               |                  |    |            |                  |            |  |  |                    |                    |                    |
|  |               |                       | C2               | Montreal Maroons | 13 |            |                  |            |  |  |                    |                    |                    |
|  | C2            | Montreal Maroons      | C2               | Montreal Maroons | 13 | 23         |                  |            |  |  |                    |                    |                    |
|  | C2            | Montreal Maroons      |                  |                  |    | 23         |                  |            |  |  |                    |                    |                    |
|  | C3            | Ottawa Senators       | 01               |                  |    |            |                  |            |  |  |                    |                    |                    |
|  |               |                       |                  |                  |    | C2         | Montreal Maroons | 2          |  |  |                    |                    |                    |
|  |               | A2                    | New York Rangers | 3                |    |            |                  |            |  |  |                    |                    |                    |
|  |               |                       |                  |                  |    |            |                  |            |  |  |                    |                    |                    |
|  |               |                       |                  |                  |    |            |                  |            |  |  |                    |                    |                    |
|  | A1            | Boston Bruins         | 02               |                  |    |            |                  |            |  |  |                    |                    |                    |
|  | A1            | Boston Bruins         | 02               |                  |    |            |                  |            |  |  |                    |                    |                    |
|  |               |                       | A2               | New York Rangers | 15 |            |                  |            |  |  |                    |                    |                    |
|  | A2            | New York Rangers      | A2               | New York Rangers | 15 | 16         |                  |            |  |  |                    |                    |                    |
|  | A2            | New York Rangers      |                  |                  |    |            |                  |            |  |  |                    |                    |                    |
|  | A3            | Pittsburgh Pirates    | 14               |                  |    |            |                  |            |  |  |                    |                    |                    |

## Viertelfinale

### (C2) Montreal Maroons – (C3) Ottawa Senators
| 27. März 1928 | Ottawa Senators | 0:1 (0:0, 0:1, 0:0) Spielbericht Stand: 0:1 | Montreal Maroons Joe Lamb (29:05) | Ottawa Auditorium, Ottawa, Ontario |

| 29. März 1928 | Montreal Maroons Babe Siebert (10:00) Hooley Smith (25:00) | 2:1 (1:0, 1:0, 0:1) Spielbericht Stand: 2:0 Tordifferenz: 3:1 | Ottawa Senators Hec Kilrea (42:00) | Forum de Montréal, Montréal, Québec |

### (A2) New York Rangers – (A3) Pittsburgh Pirates
| 27. März 1928 | New York Rangers Frank Boucher (4:13) Bun Cook (14:36) Alex Gray (18:34) Ching Johnson (24:21) | 4:0 (3:0, 1:0, 0:0) Spielbericht Stand: 1:0 | Pittsburgh Pirates | Madison Square Garden, New York City, New York |

| 29. März 1928 | New York Rangers Taffy Abel (3:03) Murray Murdoch (50:40) | 2:4 (1:1, 0:1, 1:2) Spielbericht Stand: 1:1 Tordifferenz: 6:4 | Pittsburgh Pirates Marty Burke (14:04) Rodger Smith (27:40) Rodger Smith (53:47) Harold Cotton (58:57) | Madison Square Garden, New York City, New York |

## Halbfinale

### (C1) Canadiens de Montréal – (C2) Montreal Maroons
| 31. März 1928 | Montreal Maroons Jimmy Ward (33:55) Hooley Smith (35:00) | 2:2 (0:1, 2:1, 0:0) Spielbericht Stand: 0:0 | Canadiens de Montréal Albert Leduc (10:10) Art Gagné (23:55) | Forum de Montréal, Montréal, Québec |

| 3. April 1928 | Canadiens de Montréal | 0:1 n. V. (0:0, 0:0, 0:0, 0:1) Spielbericht Stand: 0:1 Tordifferenz: 2:3 | Montreal Maroons Russell Oatman (68:22) | Forum de Montréal, Montréal, Québec |

### (A1) Boston Bruins – (A2) New York Rangers
| 31. März 1928 | New York Rangers Frank Boucher (41:48) | 1:1 (0:0, 0:0, 1:1) Spielbericht Stand: 0:0 | Boston Bruins Harry Oliver (43:00) | Madison Square Garden, New York City, New York |

| 3. April 1928 | Boston Bruins Harry Oliver (59:30) | 1:4 (0:1, 0:3, 1:0) Spielbericht Stand: 0:1 Tordifferenz: 2:5 | New York Rangers Bill Cook (19:30) Murray Murdoch (31:23) Bun Cook (36:18) Frank Boucher (37:32) | Boston Arena, Boston, Massachusetts |

## Stanley-Cup-Finale

### (C2) Montreal Maroons – (A2) New York Rangers
| 5. April 1928 | Montreal Maroons Red Dutton (30:48) Merlyn Phillips (45:56) | 2:0 (0:0, 1:0, 1:0) Spielbericht Stand: 1:0 | New York Rangers | Forum de Montréal, Montréal, Québec |

| 7. April 1928 | Montreal Maroons Nels Stewart (58:51) | 1:2 n. V. (0:0, 0:0, 1:1, 0:1) Spielbericht Stand: 1:1 | New York Rangers Bill Cook (40:30) Frank Boucher (67:05) | Forum de Montréal, Montréal, Québec |

| 10. April 1928 | Montreal Maroons Nels Stewart (34:35) Babe Siebert (52:47) | 2:0 (0:0, 1:0, 1:0) Spielbericht Stand: 2:1 | New York Rangers | Forum de Montréal, Montréal, Québec |

| 12. April 1928 | Montreal Maroons | 0:1 (0:0, 0:1, 0:0) Spielbericht Stand: 2:2 | New York Rangers Frank Boucher (33:13) | Forum de Montréal, Montréal, Québec |

| 14. April 1928 | Montreal Maroons Merlyn Phillips (55:00) | 1:2 (0:1, 0:0, 1:1) Spielbericht Stand: 2:3 | New York Rangers Frank Boucher (5:32) Frank Boucher (43:35) | Forum de Montréal, Montréal, Québec |

### Stanley-Cup-Sieger
| Stanley-Cup-Sieger New York Rangers | Torhüter: Lorne Chabot, Joe Miller, Lester Patrick Anm. Verteidiger: Taffy Abel, Léo Bourgeault, Patsy Callighen, Ching Johnson Angreifer: Frank Boucher, Billy Boyd, Bill Cook (C), Bun Cook, Alex Gray, Murray Murdoch, Paul Thompson Cheftrainer & General Manager: Lester Patrick |

## Beste Scorer
Abkürzungen: GP = Spiele, G = Tore, A = Assists, Pts = Punkte, PIM = Strafminuten; Fett: Bestwert
| Spieler         | Team          | GP | G | A | Pts | PIM |
| --------------- | ------------- | -- | - | - | --- | --- |
| Frank Boucher   | NY Rangers    | 9  | 7 | 3 | 10  | 2   |
| Bill Cook       | NY Rangers    | 9  | 2 | 3 | 5   | 26  |
| Nels Stewart    | Montreal Mar. | 9  | 2 | 2 | 4   | 13  |
| Bun Cook        | NY Rangers    | 9  | 2 | 1 | 3   | 10  |
| Merlyn Phillips | Montreal Mar. | 9  | 2 | 1 | 3   | 11  |
| Murray Murdoch  | NY Rangers    | 9  | 2 | 1 | 3   | 12  |
| Babe Siebert    | Montreal Mar. | 9  | 2 | 1 | 3   | 26  |
| Hooley Smith    | Montreal Mar. | 9  | 2 | 1 | 3   | 23  |
| Rodger Smith    | Pittsburgh    | 2  | 2 | 0 | 2   | 0   |
| Harry Oliver    | Boston        | 2  | 2 | 0 | 2   | 4   |

## Beste Torhüter
Die kombinierte Tabelle zeigt die drei besten Torhüter in der Kategorie Gegentorschnitt sowie den jeweils Führenden in Shutouts und Siegen.
Abkürzungen: GP = Spiele, Min = Eiszeit (in Minuten), W = Siege, L = Niederlagen, T = Unentschieden, GA = Gegentore, SO = Shutouts, GAA = Gegentorschnitt; Fett: Bestwert; Sortiert nach Gegentorschnitt.
Erfasst werden nur Torhüter mit 120 absolvierten Spielminuten.
| Spieler        | Team          | GP | Min    | W | L | T | GA | SO | GAA  |
| -------------- | ------------- | -- | ------ | - | - | - | -- | -- | ---- |
| Clint Benedict | Montreal Mar. | 9  | 555:27 | 5 | 3 | 1 | 8  | 4  | 0,86 |
| Joe Miller     | NY Rangers    | 3  | 180:00 | 2 | 1 | 0 | 3  | 1  | 1,00 |
| Lorne Chabot   | NY Rangers    | 6  | 367:05 | 2 | 2 | 1 | 8  | 1  | 1,31 |